# Марк Петроний Сура Септимиан
Марк Петроний Сура Септимиан (на латински: Marcus Petronius Sura Septimianus; † 190/192 г.) е политик и сенатор на Римската империя през края на 2 век.

## Биография
Мамертин е вероятно от италийски или от африкански произход. Той е син на Марк Петроний Мамертин (суфектконсул 150 г.) и внук на Марк Петроний Сура (procurator imperatoris).
През 190 г. Септимиан e консул заедно с император Комод. Между 190 и 192 г. той е екзекутиран по заповед на Комод заедно с брат му Марк Петроний Сура Мамертин (консул 182 г.).